# Anaea bertha
Anaea bertha är en fjärilsart som beskrevs av Druce 1875. Anaea bertha ingår i släktet Anaea och familjen praktfjärilar. Inga underarter finns listade i Catalogue of Life.